# Storia del parlamentarismo italiano
Il Parlamentarismo italiano riguarda l'evoluzione del sistema parlamentare in Italia, in riferimento alla rappresentanza politica, all'attività legislativa e a quella di controllo del governo.

## Storia

### Stati preunitari
In età moderna, negli Stati preunitari furono istituite diverse assise legislative.

#### Regno di Sicilia
A Palermo, il 19 luglio 1812, il Parlamento del Regno di Sicilia, riunito in seduta straordinaria, promulgò la costituzione siciliana del 1812 (primo esempio in Italia) sul modello inglese, che attribuiva il potere legislativo a due assemblee, una dei "Comuni" composta da rappresentanti del popolo con carica elettiva, e una dei "Pari", costituita da ecclesiastici, militari ed aristocratici con carica vitalizia. Decretò anche l'abolizione della feudalità in Sicilia ed approvò una radicale riforma degli apparati statali.
Le due camere, convocate dal sovrano almeno una volta l'anno, detenevano il potere legislativo, ma il re deteneva potere di veto sulle leggi del parlamento. 
La costituzione fu ratificata dal reggente del Regno, il principe Francesco di Borbone.
Dopo il trattato di Vienna del 1815, Ferdinando IV fu proclamato nel dicembre 1816 sovrano del Regno delle due Sicilie, e tornò a Napoli. Con l'incorporazione del Regno di Sicilia nella nuova entità statale, fu abrogata di fatto la costituzione. Durante i moti del giugno 1820 fu riaperto il parlamento, ripristinata la costituzione siciliana del 1812 e venne proclamato un governo, che però durò pochi mesi.
Scoppiata la rivoluzione siciliana del 1848, l'11 febbraio di quell'anno, a Palermo, veniva ripristinata la precedente costituzione e il 25 marzo si riuniva il "Parlamento generale di Sicilia". Vincenzo Fardella di Torrearsa fu eletto presidente del parlamento e Ruggero Settimo capo del governo. Fu approvato in luglio un nuovo statuto costituzionale che sopprimeva la Camera dei Pari, assegnando il potere legislativo a due Camere elettive. Si dichiarò decaduta la dinastia borbonica, e si proclamò il Regno di Sicilia.
La vita del Parlamento siciliano durò 15 mesi e l'assise si sciolse, con la soppressione borbonica, il 14 maggio 1849.

#### Regno di Sardegna
Lo Statuto Albertino del Regno di Sardegna, emanato nel 1848, trasformava la monarchia sabauda da assoluta a costituzionale, e istituiva con l'art. 3 un parlamento bicamerale: il Senato Subalpino, di nomina regia e vitalizia, e la Camera dei deputati, elettiva.

#### Regno delle due Sicilie
Durante i moti del 1820 un Parlamento delle due Sicilie fu istituito quando nel luglio 1820 re Ferdinando I delle Due Sicilie concesse la Costituzione spagnola del 1812 con pochissime modifiche. Il primo ottobre iniziarono i lavori del nuovo parlamento napoletano, eletto alla fine di agosto, nel quale prevalevano gli ideali borghesi diffusi nel decennio francese. Il 23 marzo 1821 Napoli venne occupata dalle truppe austriache a sostegno dei Borbone, la costituzione venne sospesa e il parlamento chiuso.
Nel 1848, dopo i moti scoppiati a Napoli sull'esempio dell'insurrezione in Sicilia, re Ferdinando II di Borbone concesse una Costituzione, con il Regio Decreto del 29 gennaio 1848, ispirandosi al modello francese, con il potere legislativo condiviso tra re e Parlamento napoletano. Ad aprile 1848 si tennero le elezioni per i deputati. Il 15 maggio a Napoli, il giorno successivo all'apertura della Camera, ci furono clamorose manifestazioni da parte dei deputati costituzionali (ed in particolare di quelli repubblicani). I disordini determinarono l'inevitabile reazione regia e quindi lo scioglimento della Camera da parte di Ferdinando II, e il 15 giugno si tennero nuove elezioni.
La nuova Camera dopo la prima seduta fu rinviata diverse volte fino al 12 marzo 1849, quando Ferdinando II sciolse per la seconda (e ultima) volta l'assise, ristabilendo di fatto l'assolutismo regio fino al 1860, quando il primo ministro Carlo Filangieri, principe di Satriano fu l'ideatore nel 1859 della Costituzione napoletana, poi emanata il 25 giugno 1860, dopo lo sbarco dei Mille di Garibaldi, da Francesco II.

### Regno d'Italia
Il Parlamento del Regno d'Italia, istituito all'atto dell'unificazione nazionale nel 1861, come struttura riproponeva quella che era stata propria del Regno di Sardegna di cui, anche come legislature, andò in continuità.
Era bicamerale, articolato in due assemblee:
- la Camera dei deputati del Regno d'Italia  i cui membri (deputati) erano eletti periodicamente dai sudditi dotati di diritto di voto (camera bassa);
- il Senato del Regno (Italia), interamente di nomina regia e a vita (camera alta).

La Camera dei deputati fu sostituita nel 1939 dalla Camera dei Fasci e delle Corporazioni fino al 1943.
Nel periodo della transizione costituzionale la funzione legislativa fu assunta dalla Consulta Nazionale (settembre 1945-giugno 1946).
Il parlamento del Regno fu formalmente soppresso per effetto del referendum istituzionale del 2 giugno 1946 che istituì la Repubblica, eleggendo contemporaneamente l'Assemblea Costituente.

### Repubblica italiana
La costituzione della Repubblica italiana approvata dall'Assemblea costituente ed entrata in vigore il 1º gennaio 1948, ha previsto una Repubblica parlamentare, con un parlamento bicamerale composto da due camere: la Camera dei deputati (camera bassa) e il Senato della Repubblica (camera alta), ciascuna con gli stessi doveri e poteri. In particolari casi il Parlamento si riunisce in seduta comune.

#### Le assemblee regionali
In Sicilia fu concessa un'autonomia speciale dal Re Umberto II con R.D. del 15 maggio 1946 e rinacque, dopo le elezioni regionali del 30 aprile 1947, il 25 maggio 1947, un'assise legislativa denominata "Assemblea regionale siciliana".
Subito dopo nacquero i consigli regionali di altre 3 regioni a statuto speciale (Sardegna, Valle d'Aosta e Trentino-Alto Adige), mentre nel 1963 quello del Friuli-Venezia Giulia.
Fino al 1970 (data di nascita dei Consigli delle regioni ordinarie) l'ARS è stata l'assemblea legislativa italiana più importante per poteri e numero di abitanti amministrati, dopo le due Camere, e lo è ancora oggi per poteri.